# کلیدگذاری خاموش–روشن
کلیدزنی خاموش-روشن (به انگلیسی: On-Off Keying) یا OOK ساده‌ترین روشمدولاسیون ASK است که داده‌های دیجیتال را با بودن یا نبودن (وصل و قطع کردن) یک موج حامل ارسال می‌کند. در ساده‌ترین سبک آن وجود یک موج حامل برای مدتی معین به معنای بیت 1 و عدم وجود آن برای همان مدت زمان به معنای 0 است. در بعضی سیستم‌های پیچیده‌تر از مدت زمان‌های متفاوت استفاده می‌کنند تا اطلاعات بیشتری برسانند.
OOK بیشتر برای ارسال کد مورس توسط فرکانس‌های رادیویی استفاده می‌شود.
در سرعت‌های برابر داده‌ها پهنای باند یک سیگنال BFSK با سیگنال OOK برابر است.
علاوه بر استفاده در موج‌های حامل رادیویی از OOK در مخابرات نوری نیز استفاده می‌شود.